# Самаевка (станция)
Сама́евка — промежуточная железнодорожная станция Пензенского отделения Куйбышевской железной дороги, располагается на территории Республики Мордовия.

## Описание
Станция Самаевка расположена на двухпутном участке Кустарёвка — Самара с электротягой постоянного тока, относится к Пензенскому региону Куйбышевской железной дороги. По характеру работы является промежуточной станцией, по объёму выполняемой работы отнесена к 5-му классу. Путевое развитие включает 4 пути: 2 главных (№ 1, 2) и 2 приёмо-отправочных (№ 3—4). На станции расположена площадка производственного участка Рузаевской дистанции электроснабжения (ЭЧ-3). Комплексный контроль за техническим состоянием путей на станции осуществляет Ковылкинская дистанция пути (ПЧ-19).
Станция включена в диспетчерскую централизацию участка Рузаевка — Кустарёвка. Диспетчерское управление осуществляется поездным диспетчером. Управление стрелками и сигналами при передаче станции на сезонное или резервное управление осуществляется дежурным по станции.